# Celtis
Celtis L., 1753 è un genere di alberi o arbusti della famiglia Cannabaceae, con distribuzione cosmopolita.
Nell'Italia peninsulare il genere è rappresentato dalla specie Celtis australis, il bagolaro. In Sicilia è inoltre presente la sottospecie Celtis tournefortii aetnensis, noto come bagolaro dell'Etna o bagolaro siciliano.

## Etimologia
Il nome del genere Celtis deriva dal latino celtis. Secondo Plinio il Vecchio sarebbe questo il nome della pianta chiamata in Africa loto, citata anche da Erodoto, Dioscoride e Teofrasto. Anche Omero nel libro IX dell'Odissea cita l'incontro di Ulisse con i lotofagi, i mangiatori di loto. Secondo altri autori invece questa pianta sarebbe da identificarsi con il giuggiolo (Ziziphus jujuba).

## Tassonomia
La classificazione tradizionale (Sistema Cronquist) assegnava il genere Celtis alla famiglia delle Ulmacee.
La moderna classificazione APG, sulla base delle risultanze degli studi filogenetici, lo attribuisce alla famiglia delle Cannabacee.
Il genere comprende le seguenti specie:
- Celtis adolfi-friderici Engl.
- Celtis africana Burm.f.
- Celtis australis L.
- Celtis balansae Planch.
- Celtis berteroana Urb.
- Celtis bifida Leroy
- Celtis biondii Pamp.
- Celtis boninensis Koidz.
- Celtis brasiliensis (Gardner) Planch.
- Celtis bungeana Blume
- Celtis caucasica Willd.
- Celtis caudata Planch.
- Celtis cerasifera C.K.Schneid.
- Celtis chekiangensis C.C.Cheng
- Celtis chichape (Wedd.) Miq.
- Celtis conferta Planch.
- Celtis eriocarpa Decne.
- Celtis glabrata Steven ex Planch.
- Celtis gomphophylla Baker
- Celtis harperi Horne ex Baker
- Celtis hildebrandii Soepadmo
- Celtis hypoleuca Planch.
- Celtis iguanaea (Jacq.) Sarg.
- Celtis jamaicensis Planch.
- Celtis jessoensis Koidz.
- Celtis julianae C.K.Schneid.
- Celtis koraiensis Nakai
- Celtis laevigata Willd.
- Celtis latifolia (Blume) Planch.
- Celtis lindheimeri Engelm. ex K.Koch
- Celtis loxensis C.C.Berg
- Celtis luzonica Warb.
- Celtis madagascariensis Sattarian
- Celtis mauritiana Planch.
- Celtis mildbraedii Engl.
- Celtis neglecta Zi L.Chen & X.F.Jin
- Celtis occidentalis L.
- Celtis orthocanthos Planch.
- Celtis pacifica Planch.
- Celtis pallida Torr.
- Celtis paniculata (Endl.) Planch.
- Celtis petenensis Lundell
- Celtis philippensis Blanco
- Celtis punctata (Urb. & Ekman) Urb. & Ekman
- Celtis reticulata Torr.
- Celtis rigescens (Miq.) Planch.
- Celtis rubrovenia Elmer
- Celtis salomonensis Rech.
- Celtis schippii Standl.
- Celtis sinensis Pers.
- Celtis solenostigma Unwin
- Celtis spinosa Spreng.
- Celtis strychnoides Planch.
- Celtis tala Gillies ex Planch.
- Celtis tenuifolia Nutt.
- Celtis tessmannii Rendle
- Celtis tetrandra Roxb.
- Celtis tikalana Lundell
- Celtis timorensis Span.
- Celtis toka (Forssk.) Hepper & J.R.I.Wood
- Celtis tournefortii Lam.
- Celtis trinervia Lam.
- Celtis vandervoetiana C.K.Schneid.
- Celtis vitiensis A.C.Sm.
- Celtis zenkeri Engl.